# Radicipes pleurocristatus
Radicipes pleurocristatus är en korallart som beskrevs av Robert Edwards Carter Stearns 1883. Radicipes pleurocristatus ingår i släktet Radicipes och familjen Chrysogorgiidae. Inga underarter finns listade i Catalogue of Life.